# 동시 회로
물리학과 전기공학에서 동시 회로(coincidence circuit) 또는 동시 게이트(coincidence gate)는 하나의 출력과 두 개(또는 그 이상)의 입력을 가진 전자 장치이다. 이 회로는 두 입력에서 동시에 병렬로 간주되는 시간 창 내에서 신호를 수신할 때만 출력이 활성화된다. 동시 회로는 입자 검출기 및 과학 기술의 다른 분야에서 널리 사용된다.
발터 보테는 1954년에 "...동시 발생 방법의 발견과 그에 의해 이루어진 후속 발견"으로 노벨 물리학상을 공동 수상했다. 브루노 로시는 동시 발생 방법을 구현하기 위해 전자 동시 회로를 발명했다.

## 역사

### 보테와 가이거, 1924-1925
노벨상 강연에서, 보테는 1924년 콤프턴 산란 실험에서 동시 발생 방법을 어떻게 구현했는지 설명했다. 이 실험은 콤프턴 산란이 산란된 감마선과 동시에 반동 전자를 생성하는지 확인하는 것을 목표로 했다. 보테는 별도의 섬유 전위계에 연결된 두 개의 점 방전 계수기를 사용하고 움직이는 사진 필름에 섬유 편향을 기록했다. 필름 기록에서 그는 약 1밀리초의 시간 분해능으로 동시 방전을 식별할 수 있었다.

### 보테와 콜회르스터, 1929
1929년, 발터 보테와 베르너 콜회르스터는 한스 가이거와 발터 뮐러가 1928년에 발명한 관형 방전 계수기를 사용한 동시 발생 실험에 대한 설명을 발표했다. 보테-콜회르스터 실험은 우주선에서 관통하는 대전된 입자를 보여주었다. 그들은 이 실험에서 대전된 우주선 입자가 두 계수기와 계수기를 둘러싼 두꺼운 납과 철 벽을 통과하는 것을 알리는 동시 방전을 기록하기 위해 동일한 기계-사진 방법을 사용했다. "Das Wesen der Höhenstrahlung"이라는 제목의 그들의 논문은 물리학 저널 v.56, p.751 (1929)에 게재되었다.

### 로시, 1930
브루노 로시는 24세에 피렌체 대학교 물리학 연구소의 조교로 첫 직장을 얻었을 때 보테-콜회르스터 논문을 읽었다. 이것은 그에게 우주선에 대한 자신의 연구를 시작하도록 영감을 주었다. 그는 출판된 방법에 따라 가이거 계수관을 제작했으며, 최초의 실용적인 전자 동시 회로를 발명했다. 이 회로는 여러 3극관 진공관을 사용했으며, 보테의 기계적 방법보다 10배 향상된 시간 분해능으로 어떤 수의 계수기로부터의 동시 펄스를 등록할 수 있었다. 로시는 "여러 가이거 계수기의 다중 동시 임펄스 등록 방법"이라는 제목의 논문에서 자신의 발명품을 설명했으며, 이 논문은 네이처 v.125, p.636 (1930)에 게재되었다. 로시 동시 회로는 전 세계의 실험가들에 의해 빠르게 채택되었다. 이것은 최초의 실용적인 AND 회로이자, 전자 계산기의 AND 논리 회로의 전신이었다.
동시 사건이 발생했을 때 동시 회로에 의해 생성된 전압 펄스를 감지하기 위해 로시는 처음에는 이어폰을 사용하여 '클릭' 소리를 세었고, 곧이어 동시 펄스를 자동으로 세기 위해 전기-기계식 기록계를 사용했다. 로시는 1930년부터 1943년까지 일련의 실험에서 다양한 가이거 계수기 구성과 함께 자신의 회로의 삼중 동시 발생 버전을 사용하여 우주선 및 입자 물리학의 기초의 필수적인 부분을 마련했다.
거의 같은 시기에, 로시와 독립적으로 보테는 덜 실용적인 전자 동시 발생 장치를 고안했다. 그것은 단일 5극 진공관을 사용했으며, 이중 동시 발생만 등록할 수 있었다.

## 확률
신호 처리에서 '동시 발생 감지'의 주요 아이디어는 검출기가 검출기 자체에 내재된 무작위 노이즈 펄스 속에서 신호 펄스를 감지할 경우, 감지된 펄스가 실제로 노이즈 펄스일 확률 {\displaystyle P}가 있다는 것이다. 그러나 두 검출기가 신호 펄스를 동시에 감지하면 검출기에서 노이즈 펄스일 확률은 {\displaystyle P^{2}}이다. {\displaystyle P=0.1}이라고 가정해 보자. 그러면 {\displaystyle P^{2}=0.01}이 된다. 따라서 동시 발생 감지를 사용하면 오탐지 가능성이 줄어든다.

## 같이 보기
- 신경생물학의 동시발생 감지